# ستيفان إبن
ستيفان إبن (بالألمانية: Stephan Ebn)‏ (و. 1978  م) هو منتج أسطوانات، وطبال، وملحن ألماني، ولد في كلهايم، يستخدم آلات طقم طبول، بدأ مشواره المهني سنة 1997.

## وصلات خارجية
- ستيفان إبن على موقع IMDb (الإنجليزية)
- ستيفان إبن على موقع ميوزك برينز (الإنجليزية)
- ستيفان إبن على موقع ديسكوغز (الإنجليزية)

- ستيفان إبن في قاعدة بيانات الأفلام على الإنترنت